# Boemerang (band)
Boemerang was een Nederlandse band uit Mill. De band was actief van 1975 tot 1986. Door het gebruik van bepaalde instrumenten had de band de sound van Duitse volksmuziek. In 1978 had de band een Top 40-hit met Tiroler Holzhackerbub'n, gebaseerd op een compositie van Joseph Franz Wagner. Het nummer stond vijf weken in de lijst en piekte op #17.
Tot Boemerang behoorden gitarist Stanny Goossens en drummer Henk van der Heijden. In 1985 maakten zij een splitsingle met Brave Hendrik.